# Wael Abbas
Wael Abbas (en árabe وائل عباس) es un periodista, bloguero y activista por los DD.HH. egipcio que escribe en el blog Misr Digital (الوعي المصري, La conciencia egipcia). Ha denunciado incidentes de acoso contra las mujeres y ha publicado numerosos vídeos de brutalidad policial y matonismo en su país, actividades que han llevado a la condena de la policía por torturas, pero también ha sido acosado por el gobierno egipcio y sus cuentas en YouTube y Yahoo han sido cerradas. Posteriormente, YouTube ha recuperado su cuenta y la mayoría de sus vídeos. 

## Activismo en Internet
Wael ha seguido las actividades políticas en Egipto que no logran una atención suficiente de los medios tradicionales, como las manifestaciones exigiendo cambios en el país o sentadas y huelgas de trabajadores, publicando vídeos que demuestran cómo se amañan las elecciones y la violencia empleada por la policía contra manifestantes pacíficos, especialmente con ocasión de las elecciones presidenciales de 2005, cuando publicó fotos de matones que acosaban a las manifestantes y denunció las manifestaciones de personas pagadas a favor de Mubarak.
Ha publicado un vídeo en el que un policía ata y sodomiza a un conductor de autobús que trató de mediar en una disputa entre el policía y otro conductor. El vídeo contribuyó a condenar a dos policías el 5 de noviembre de 2007.

## Acoso del gobierno egipcio
El asesor del ministro del interior egipcio para asuntos legales, el general Ahmed Diaa, dijo en tres ocasiones que Abbas tenía antecedentes criminales. Abbas publicó su certificado de penales de la policía egipcia en su blog demostrando que no tenía antecedentes. También se lo ha acusado de convertirse al cristianismo y de ser homosexual. Fue despedido de la agencia de noticias europea para la que trabajaba y se le ha impedido trabajar desde 2007.

## Cuentas anuladas en YouTube, Yahoo y Facebook
En septiembre de 2007, su cuenta de Youtube fue cancelada. Los vídeos que colgó en Youtube ya no estaban disponibles. Entre ellos se contaban vídeos de brutalidad policial, irregularidades en las votaciones, manifestaciones antigubernamentales y violencia en las comisarías de policía.
Los grupos de Derechos Humanos dijeron que Youtube cerraba una fuente de información muy útil sobre los abusos en Egipto en un momento en que el gobierno incrementaba su presión sobre los periodistas independientes y de la oposición. Doce periodistas egipcios fueron encarcelados entre septiembre y noviembre de 2007. Elijah Zarwan piensa que es poco probable que Youtube actuara bajo presión del gobierno.
YouTube restauró su cuenta pero no sus vídeos y dijo que había sido bloqueada porque no aportaba una contextualización suficiente de la violencia. Posteriormente, se recuperaron 187 de sus vídeos.
Yahoo canceló dos de sus cuentas de correo electrónico acusándolo de enviar spam. Abbas ha publicado en su blog que Yahoo ha restaurado su cuenta de correo electrónico.
El 1 de noviembre de 2008, Facebook borró la cuenta de Wael Abbas, que posteriormente fue restaurada.

## Condena en rebeldía
En diciembre de 2009, mientras asistía a una conferencia de blogueros en Beirut, la casa familiar de Wael Abbas fue registrada por la policía y él ha sido condenado en rebeldía por un tribunal de El Cairo a seis meses de prisión por un delito de "sabotaje" sobre el que no ha recibido más información. Tras volver de Beirut, Abbas presentó una apelación ante el juzgado y consiguió librarse de la condena (Fuente: Comunicaciones personales de Wael Abbas en Twitter y Facebook y http://www.indexoncensorship.org/2009/12/egypt-blogger-wael-abbas-given-jail-term/).

## Actividades posteriores
Posteriormente ha seguido trabajando como periodista independiente para agencias y como bloguero (denunciando, entre otras cosas, la riqueza acumulada por el expresidente egipcio Hosni Mubarak en el extranjero o episodios de tortura en las prisiones egipcias), teniendo un papel destacado como participante y organizador de las manifestaciones convocadas en la plaza de Tahrir de El Cairo en febrero de 2011 (Revolución egipcia de 2011) que condujeron a la salida de Mubarak del gobierno, actividades que compagina con sus viajes a numerosos países para participar en conferencias y convenciones sobre la revolución egipcia y el papel de las redes sociales e Internet en los cambios políticos del mundo árabe.

## Premios y distinciones
En 2008, rechazó una invitación para entrevistarse con el entonces presidente de EE. UU. George W. Bush.
- Abbas fue nombrado ganador de un premio al periodismo concedido por el International Center for Journalists el 24 de agosto de 2007.[15]

- Ganó el premio Hellman/Hammett de Human Rights Watch en 2008.
- Fue nombrado Personalidad de Oriente Medio en 2007 por la CNN.
- La BBC lo ha considerado una de las personas más influyentes de 2006.
- Ganó el premio de Egipcios contra la Corrupción de 2005/2006.